# Elezioni presidenziali in Portogallo del 2021
Le elezioni presidenziali in Portogallo del 2021 si sono tenute il 24 gennaio. Esse hanno visto la vittoria del Presidente uscente Marcelo Rebelo de Sousa che, col sostegno dei liberalconservatori del PSD e dei conservatori democristiani del CDS, ha ottenuto il 60,7% dei voti.
Al secondo posto è arrivata Ana Gomes, esponente del PS ma sostenuta ufficialmente solo da PAN e Livre.
L'affluenza, anche a causa della pandemia di COVID-19, è stata solo del 39,5%.

## Sistema elettorale
Secondo la legge elettorale portoghese, un candidato deve ricevere la maggioranza dei voti (50%+1) per essere eletto.  Se nessun candidato ottiene la maggioranza al primo turno, si tiene un ballottaggio (il secondo turno, tenuto tra i due candidati che hanno ricevuto il maggior numero di voti al primo turno).
Per le elezioni presidenziali, ogni candidato deve raccogliere 7.500 firme di sostegno un mese prima dell'elezione e sottoporle alla Corte costituzionale del Portogallo.  La Corte costituzionale certifica quindi le candidature che possiedono i requisiti per comparire nel ballottaggio. Il numero più alto di candidature mai accettato è stato di dieci nel 2016.
Gli elettori potevano anche votare in anticipo, cosa che è avvenuta una settimana prima del giorno delle elezioni, il 17 gennaio 2021. Gli elettori dovevano registrarsi per poter votare in anticipo tra il 10 e il 14 gennaio, e un totale di 246.880 elettori hanno chiesto di votare in anticipo. Il 17 gennaio, 197.903 votanti (l'80,16% degli elettori che si erano registrati per il voto anticipato) hanno votato in anticipo.

## Risultati
| Marcelo Rebelo de Sousa | Partito Social Democratico - CDS - Partito Popolare         | 2 531 692  | 60,67 |  |  |  |  |  |
| Ana Gomes               | Persone-Animali-Natura - Livre                              | 540 823    | 12,96 |  |  |  |  |  |
| André Ventura           | Chega                                                       | 497 746    | 11,93 |  |  |  |  |  |
| João Ferreira           | Partito Comunista Portoghese - Partito Ecologista "I Verdi" | 179 764    | 4,31  |  |  |  |  |  |
| Marisa Matias           | Blocco di Sinistra - Movimento Alternativa Socialista       | 165 127    | 3,96  |  |  |  |  |  |
| Tiago Mayan Gonçalves   | Iniziativa Liberale                                         | 134 991    | 3,23  |  |  |  |  |  |
| Vitorino Silva          | Reagir Incluir Reciclar                                     | 123 031    | 2,95  |  |  |  |  |  |
| Totale                  | Totale                                                      | 4 173 174  | 100   |  |  |  |  |  |
|                         |                                                             |            |       |  |  |  |  |  |
| Schede bianche          | Schede bianche                                              | 47 164     | 1,11  |  |  |  |  |  |
| Schede nulle            | Schede nulle                                                | 38 018     | 0,89  |  |  |  |  |  |
| Votanti                 | Votanti                                                     | 4 258 356  | 39,26 |  |  |  |  |  |
| Elettori                | Elettori                                                    | 10 847 434 |       |  |  |  |  |  |